# Sperranlage um den Gazastreifen

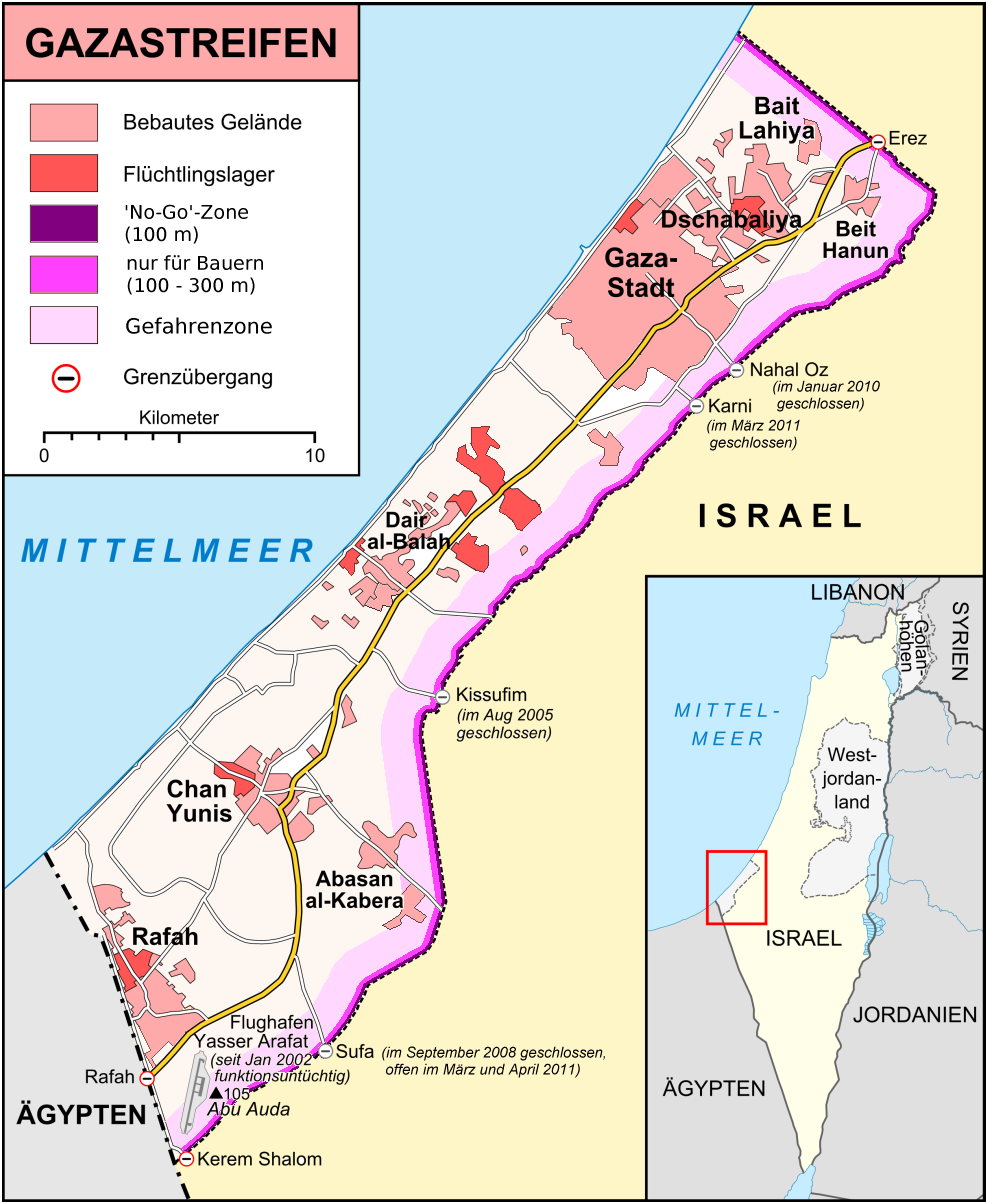
Karte des Gazastreifens im Dezember 2012

Die israelische Sperranlage um den Gazastreifen (hebräisch גָּדֵר הַמַּעֲרֶכֶת סָבִיב רְצוּעַת עַזָּה Gader ha-Maʿarechet savīv Rəzūʿat ʿAzzah, deutsch ‚Zaun der Umfangung um den Gazastreifen‘) verläuft entlang der Grünen Linie zwischen dem Gazastreifen und Israel, wie im ägyptisch-israelischen Waffenstillstand von 1949 am Ende des Krieges um Israels Unabhängigkeit festgelegt. Sie stellt das Pendant zur Sperranlage zum Westjordanland dar. Die Sperranlage hat drei Grenzübergänge: Erez, den hauptsächlich für Beförderung von Gütern nach Israel ausgelegten Kerem Schalom und Rafah in Richtung Ägypten.

## Zielsetzung
Israel hat den Bau der Anlage mit der Abwehr der Infiltration von Terroristen und Selbstmordattentätern aus dem Gazastreifen in den westlichen Negev sowie der Erschwerung des Schmuggels aus Ägypten begründet. Menschenrechtsorganisationen haben Israel vorgeworfen, durch den Bau die Situation der im Gazastreifen lebenden, aber außerhalb arbeitenden Pendler zu erschweren.
Zwischen 1994 und 2004 überwand ein palästinensischer Selbstmordattentäter die Anlagen, er verübte einen Anschlag in Aschdod am 14. März 2004.
Aufgrund der Sperranlage änderte die Hamas ihre Taktik. Seit 1994 wurde ein Tunnelsystem errichtet, das unter anderem als Waffenlager sowie für den Abschuss von Mörsergranaten und Qassam-Raketen dient. Daraufhin modernisierte Israel seine Grenzanlagen, um auch den Tunnelbau zu unterbinden.

## Eigenschaften

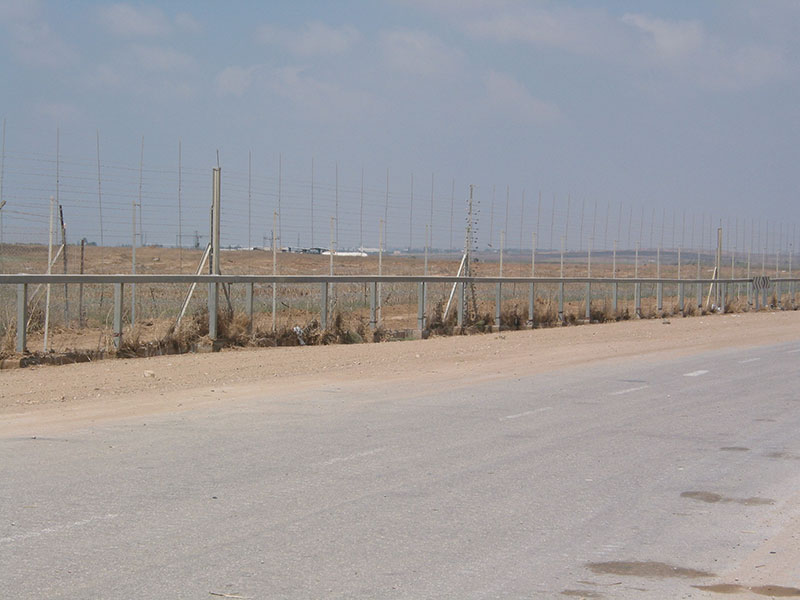
Frühere Sperranlage (im Jahr 2005) in der Nähe des Übergangs Karni

Die 52 Kilometer lange Anlage wurde 1994 unter dem israelischen Regierungschef Jitzchak Rabin errichtet. Sie besteht hauptsächlich aus einem Zaun mit Posten, Sensoren und Pufferzonen.
Auf der Israel abgewandten Seite des Zaunes beansprucht Israel eine zwischen 100 und 300 Meter breite Beobachtungszone, sie darf von Bauern zu Fuß betreten werden. Die ihr vorgelagerte Gefahrenzone hat eine Ausdehnung von 1000 bis 1500 m. Auch auf der inwärtigen Seite ließen die israelischen Streitkräfte einen Streifen entlang der Anlage räumen.
Entlang der ägyptischen Grenze bei Rafah wurde auf der Philadelphi-Route eine Stahlbetonmauer errichtet, die mit zahlreichen bewaffneten Posten ausgestattet ist. Dort war es in der Vergangenheit oftmals zu Zusammenstößen zwischen Angehörigen der israelischen Streitkräfte und Palästinensern gekommen. Der Befestigungsbau sollte die israelischen Soldaten vor Beschuss schützen und den Schmuggel von Waffen zwischen Ägypten und dem Gazastreifen unterbinden. Diese Grenze steht aber seit 2005 unter ägyptischer Kontrolle.
Von Frühjahr 2019 bis Ende des Jahres 2021 wurde die Sperranlage umfassend ausgebaut und modernisiert (siehe Abschnitt Geschichte).

## Übergänge
Siehe auch: Tunnel vom Gazastreifen nach Israel, Grenzübergang Erez, Grenzübergang Kerem Schalom und Grenzübergang Rafah.
Die Sperranlage ist lückenlos und ermöglicht den Durchgang nur an dafür bestimmten Übergängen. Nach Israel waren dies Erez, Nachal ʿOz (für Treibstoff), Sufa, Kissufim, der hauptsächlich für Beförderung von Gütern ausgelegten Kontrollpunkt Karni und nach Ägypten der Übergang Rafah. Nach dem israelischen Abzug aus dem Gazastreifen wurde der Übergang Kissufim im August 2005 geschlossen. Der Übergang Sufa folgte im September 2008, er wurde aber noch einmal im März und im April 2011 geöffnet. Nachal ʿOz wurde im Januar 2010 geschlossen und Karni im März 2011. Für die Versorgung des Gazastreifens blieb der Übergang Kerem Schalom. Der Übergang Erez ist nur für Personen ausgelegt. Bis Dezember 2012 galt dies auch für den Übergang Rafah.
Laut Angaben des UN-Nothilfekoordinators reduzierte sich der Personenverkehr von und nach Gaza seit 2004 von 521.277 Personen auf 85.453 Personen im Jahr 2014. Von und nach Ägypten reduzierte sich die Anzahl der Grenzübertritte von 419.899 Personen 2012 auf 97.690 im Jahr 2014 aufgrund der restriktiven Maßnahmen seitens Ägyptens, die 2013 kurz nach der Machtübernahme durch As-Sisi in Kraft traten.

## Geschichte
In der Prinzipienerklärung über die vorübergehende Selbstverwaltung vom 13. September 1993 wurde auch vereinbart, dass Israel weiterhin die Kontrolle über den Luftraum, die Landgrenze und die Hoheitsgewässer des Gazastreifens behält.
Mit dem Bau der 60 Kilometer (37 Meilen) langen Barriere wurde 1994 begonnen. Im Interimsabkommen vom 24. September 1995 wurde vereinbart, dass der Sicherheitszaun von der Palästinensische Autonomiebehörde akzeptiert wird und keine Festlegung einer Grenze darstellt.
Der Sicherheitszaun wurde 1996 fertiggestellt. Er wurde zwischen Dezember 2000 und Juni 2001 während der 2. Intifada ausgebessert, und es wurden eine einen Kilometer breite Pufferzone hinzugefügt sowie Beobachtungsposten eingerichtet.
Im August 2017 wurde beschlossen, bis 2019 die Sperranlage um eine bis zu 40 Meter in den Boden reichende unterirdische Mauer zu ergänzen: Das 60 Kilometer lange Bauwerk, an dem Sensoren angebracht sind, die melden, wenn der Beton beschädigt wird oder in der Nähe gegraben wird, ist die Reaktion auf den anhaltenden Tunnelbau der Hamas. Sie soll die Bedrohung der israelischen Ortschaften nahe dem Gazastreifen minimieren, indem sie das unterirdische Eindringen von Terroristen auf israelisches Staatsgebiet verhindert. Die Kosten belaufen sich auf fast 40 Millionen Euro pro Kilometer. Die Hamas kündigte an, dass die unterirdische Mauer „die Fähigkeit des Widerstandes nicht einschränken“ werde und die Hamas „Lösungen finden würden, um diese zu umgehen“.
Im Mai 2018 wurde mit dem Bau einer Seesperre begonnen, die das Eindringen vom Mittelmeer aus verhindern soll. Die Barriere entsteht an der nördlichen Grenze des Gazastreifens und besteht aus drei Komponenten: einer Unterwasserebene, die von einer Schicht aus steinernen Wellenbrechern und einem Stacheldrahtzaun auf dem Kamm überragt wird. Die Barriere soll zudem von einem befestigten Zaun umgeben sein.
Das israelische Verteidigungsministerium gab am 3. Februar 2019 einen Ausbau und die Modernisierung der Sperranlage bekannt. Seit der Fertigstellung Anfang Dezember 2021 umschließt der auf 65 Kilometer ausgeweitete hochtechnologische Zaun den Gazastreifen vollständig. Zu dem sechs Meter hohen Grenzzaun gehören neben Kameras und Radaranlagen unterirdische Sensoren zum Aufspüren von Tunnelbauten sowie Unterwassergeräte dort, wo der Zaun ins Meer verläuft. Die Absperrung kostete etwa 3,5 Milliarden Schekel (umgerechnet etwa eine Milliarde Euro).

## Anschläge
Auf die Sperranlage haben palästinensische Terroristen immer wieder Anschläge verübt. Im Rahmen des Terrorangriffs der Hamas auf Israel Anfang Oktober 2023 zerstörten und überwanden mehrere hundert Bewaffnete die Grenzanlagen und drangen auf israelisches Staatsgebiet vor.

## Proteste an der Grenze von Gaza, 2018

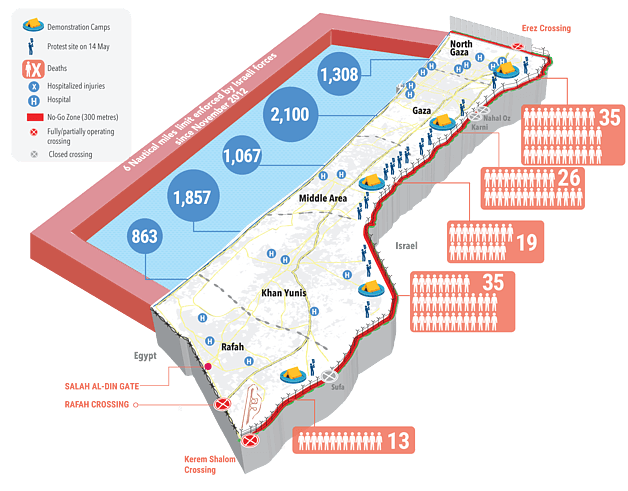
Gazastreifen und Zahlen palästinensischer Opfer der Proteste, inzwischen veralteter Stand vom 31. Mai 2018

Am 30. März 2018 begannen Proteste in der Nähe der Sperranlage, die gemäß der UN-Menschenrechtskommission von Ahmed Artema auf Facebook als friedliche Demonstrationen initiiert wurden. Fünf Zeltlager wurden für diese Zeit errichtet. Am ersten Tag dem Marsch der Rückkehrer nahmen ca. 30.000 Palästinenser teil. Der zweite große Protest fand am 6. April 2018 als Tag des Reifens mit ca. 20.000 Teilnehmern statt. Größere Proteste mit zunächst mehr als 10.000 Teilnehmern gab es an den folgenden Freitagen.

### Opferzahlen
Der Bericht der UN-Menschenrechtskommission gibt 189 Todesopfer auf palästinensischer Seite an, nahezu alle durch scharfe Munition getötet, darunter 35 Kinder, zwei Journalisten und drei Mitarbeiter des Gesundheitswesens, wobei der Fall der 21-jährigen Rettungshelferin Rouzan al-Najjar ein weltweites Medienecho fand.
6.106 Palästinenser wurden durch scharfe Munition verletzt, 1.576 durch Fragmente von Geschossen, 438 durch gummiummantelte Metallgeschosse und 1.084 durch Tränengasbehälter. Die Verletzungen durch Tränengas eingeschlossen, schätzt der UN-Menschenrechtsrat die Gesamtzahl der Verletzten auf 23.313. Unter den Verletzungen waren in 122 Fällen solche, die zu Amputationen führten, darunter bei 22 Kindern. Der UN-Bericht fasst zusammen, dass bei den Demonstrationen an der Grenze zu Gaza 2018 mehr Menschen Gliedmaßen verloren als im gesamten Gaza-Krieg von 2014. Auf israelischer Seite gab es vier Verletzte und keine Todesopfer.
Ob der Tod der achtmonatigen Layla Al-Ghandour, der weltweites Entsetzen hervorgerufen hatte, durch Tränengas verursacht worden sei oder ob davon unabhängige gesundheitliche Schäden ihren Tod bewirkt hatten, konnte der Bericht nicht als geklärt bewerten.
Als die jüngsten Opfer der Proteste gibt der Bericht zunächst den elfjährigen Yasser Abu Naja an, der sich am 29. Juni 2018 mit einem Freund hinter einer Tonne versteckt und provozierende Parolen über den Grenzzaun gerufen habe. Daraufhin sei er von einem Scharfschützen oder einer Scharfschützin der israelischen Armee mit Überschallmunition per Kopfschuss getötet worden. Auf die gleiche Weise, per Kopfschuss, sei am 27. Juli der elfjährige Majdi al-Satari getötet worden. Die Kommission stellte fest, dass beide Kinder keine Gefahr für die ISF-Scharfschützen auf der anderen Seite des Grenzzaunes darstellten.
Der israelische Ministerpräsident Benjamin Netanyahu sagte, der Bericht zeige „neue Höhen der Heuchelei und der Lügen“ und sei das Resultat „obsessiven Hasses gegen Israel.“

### Resolution A/RES/ES-10/20 der UN-Vollversammlung
Am 13. Juni 2018 erließ die UN-Vollversammlung die Resolution A/RES/ES-10/20 mit 120 Stimmen dafür, acht dagegen, 45 Enthaltungen und 20 Abwesenden. Die UN-Resolution verurteilte den „exzessiven, unverhältnismäßigen und undifferenziert angewendeten Gebrauch von Gewalt durch Israelische Einheiten gegen palästinensische Zivilisten in den besetzten Gebieten, einschließlich Ostjerusalem und insbesondere dem Gazastreifen.“ Unter dem Text „Schutz der palästinensischen zivilen Bevölkerung“ wurde Israel aufgefordert, von Handlungen abzusehen, die den Artikel 4 der Genfer Konventionen missachten. Kritisiert wurde die Einseitigkeit der Resolution zu Lasten Israels. Israel beruft sich auf sein Recht auf Selbstverteidigung und die Abwehr illegaler Grenzübertritte.
Die US-amerikanische UN-Botschafterin Nikki R. Haley, die mit den Botschaftern von Israel, Australien, Togo und vier pazifischen Inselstaaten gegen die Resolution gestimmt hatte, erklärte, dass zur gleichen Zeit auch Demonstrationen in Nicaragua, dem Iran und Myanmar stattfinden würden, die UN-Vollversammlung „ihre wertvolle Zeit aber der Situation in Gaza“ widme und dass es „ein bevorzugter politischer Sport“, sei, Israel anzugreifen. Haley wandte ein, dass die Hamas Hunderte von Raketen von Gaza aus auf israelisches Gebiet abgeschossen habe.

### Reaktionen
Am 28. Februar 2019 legte der UN-Menschenrechtsrat seinen Untersuchungsbericht zu den Protesten in Gaza und den Reaktionen der israelischen Seite vor. Der Vorsitzende, Santiago Canton, sagte: „Einige der Menschenrechtsverletzungen könnten Kriegsverbrechen oder Verbrechen gegen die Menschlichkeit gewesen sein, die Israel umgehend untersuchen muss.“
Das Nürnberger Menschenrechtszentrum teilte die Ergebnisse in deutscher Fassung mit: „Die Untersuchungskommission erkennt durchaus an, dass die Verteidigung von israelischen Soldat*innen und Zivilist*innen zum Schutz ihres Lebens ebenso ein legitimes Ziel der Strafverfolgung ist, wie die des Grenzzauns und des israelischen Gebiets gegen Beschädigung und Vandalismus. Allerdings betont die Untersuchungskommission, dass die angeführten Aktivitäten palästinensischer Demonstrant*innen nach dem Paradigma der Strafverfolgung nicht Grund genug für den Einsatz tödlicher Gewalt seien, weil die als 'Schlüsselrandalierer und -anstifter' definierten Personen nur durch das oben genannte Handeln noch keine unmittelbare Lebensbedrohung für ihr Gegenüber darstellten, indem sie weder bewaffnet sein mussten, noch die israelischen Streitkräfte attackierten. Die Untersuchungskommission spricht aus diesen Gründen von einem willkürlichen Lebensentzug durch die zu vagen Definitionen, die den israelischen Streitkräften als Basis für ihren Einsatz tödlicher Gewalt dienten. Dadurch sei nicht nach dem Prinzip gehandelt worden, dass die Anwendung tödlicher Gewalt ausschließlich als tatsächlich letzter Ausweg zur Lebensrettung dienen darf, und dass willkürliches Zielen auf eine Menschenmenge nie erlaubt ist.“
Israels Außenminister Israel Katz nannte den Bericht „feindselig, verlogen und einseitig“ und verwies auf Israels Recht zur Selbstverteidigung. Auch der US-Außenminister Mike Pompeo bekräftigte Israels Recht auf Selbstverteidigung.

## Kritik
Die Sperranlage um den Gazastreifen ist international weniger umstritten als die israelischen Sperranlagen im Westjordanland, weil sie entlang der Grünen Linie verläuft und nicht wie dort stark von der Waffenstillstandslinie von 1949 abweicht.
Kritisiert wird jedoch die von Israel einseitig verhängte 100 bis 300 Meter breite Sicherheitszone. Durch diese sollen potenzielle Angreifer frühzeitig erkannt werden, wenn sie sich dem Sicherheitszaun nähern, der anders als bei den übrigen Grenzen Israels nur einfach ausgeführt ist und unmittelbar an der Patrouillenstraße steht. Dadurch sind 62,6 km² meist landwirtschaftliche Fläche im Gazastreifen nicht nutzbar. Zwischen 11. September 2005 (Abzug der Israelis) und Ende 2010 wurden in dieser Zone 177 Palästinenser durch die Armee getötet, darunter zumindest 38 Zivilisten. Anfang 2010 wurde erstmals mittels offiziellem Flugblatt kundgetan, dass das Betreten der Zone unter Lebensgefahr verboten sei. Am 28. April 2010 erklärte ein Armeesprecher die Zone zur „Kampfzone“, als es zu Demonstrationen dagegen kam, im Zuge derer das Feuer auf Unbewaffnete eröffnet worden war. Diese Maßnahmen und die Zahl der Toten weckten bei Menschenrechtsorganisationen die Befürchtung, Soldaten hätten an dieser Grenze einen Schießbefehl wie an der Berliner Mauer, was von der Armeeführung vehement zurückgewiesen wird. Jedenfalls ist die Zone nicht, wie vorgeschrieben, deutlich markiert, weshalb immer wieder dort arbeitende Bauern unter Beschuss gerieten.
Besonders großes Aufsehen erregte der Fall des 13-jährigen Schulmädchens Iman Darweesh Al Hams, das 2004 in der Nähe eines Kontrollpunktes der Philadelphi-Route von einem Hauptmann der israelischen Armee mit 17 Schüssen getötet wurde. Ein Militärgericht wies die Klage gegen den Hauptmann ab.

## Maßnahmen durch Ägypten
Auch Ägypten ergriff entlang der Grenze zum Gazastreifen ähnliche Schritte und ersetzte 2008 Teilstrecken der Stacheldrahtsperranlagen an der Grenze durch eine 3 Meter hohe Sperrmauer. Um den Schmuggel der Hamas durch verzweigte Tunnelsysteme zu unterbinden, errichtet Ägypten seit 2009 zudem einen stählernen, bis zu 30 Meter in die Tiefe reichenden unterirdischen Wall mit einer Länge von rund 10 Kilometern.
Seit Februar 2014 richtet Ägypten einen 300 bis 500 Meter breiten Sicherheitsstreifen an der Grenze zum Gazastreifen ein, um Schmuggel und die Bewegung militanter palästinensisch-arabischer Extremisten effektiver zu unterbinden. Dazu wurden auf der ägyptischen Seite von Rafah in einem ersten Schritt 820 Häuser abgerissen, in denen 1.165 Familien wohnten. Geplant ist, diese Pufferzone auf rund fünf Kilometer auszuweiten, was den vollständigen Abriss von Rafah in Ägypten und eine Umsiedlung seiner rund 75.000 Einwohner bedeutet.